# Fenyősármány
A fenyősármány (Emberiza leucocephalos) a madarak osztályának verébalakúak (Passeriformes) rendjébe és a sármányfélék (Emberizidae) családjába tartozó faj.

## Rendszerezése
A fajt Samuel Gottlieb Gmelin német ornitológus írta le 1771-ben.

## Alfajai
- Emberiza leucocephalos fronto Stresemann, 1930 – Kína középső részén él.
- Emberiza leucocephalos leucocephalos S. G. Gmelin, 1771 – az előfordulási terület többi részén él.

## Előfordulása
Szibériában  és Ázsia mérsékelt övi részén fészkel. Télen délebbre vonul, eljut Kínába és India északi részébe. Kóborló példányai feltűnnek Európában is. Természetes élőhelyei a fenyőerdők és mérsékelt övi erdők, valamint nyílt területek, szántóföldek.

### Kárpát-medencei előfordulása
Magyarországon rendkívül ritka kóborló, mindössze három megfigyelése volt. Első igazolt hazai észlelése Palkó Sándor nevéhez fűződik (a Zala megyei Barlahidán). A fenyősármány Magyarország madárfaunájának 347. képviselője.

## Megjelenése
Testhossza 16–17 centiméter, szárnyfesztávolsága 25–30 centiméter, testtömege 24–35 gramm.

## Életmódja
Nyáron ízeltlábúakkal (sáskákkal, bogarakkal, pókokkal) és csigákkal táplálkozik, télen a növényi anyagokat fogyaszt.

## Szaporodása
Bokrok védelmében száraz fűszálakból építi csésze alakú fészkét. Fészekalja 4-5 tojásból áll, melyen a tojó kotlik 12-14 napig.
|  |

## Természetvédelmi helyzete
Az elterjedési területe rendkívül nagy, egyedszáma pedig stabil. A Természetvédelmi Világszövetség Vörös listáján nem fenyegetett fajként szerepel. Európában Magyarországon védett, természetvédelmi értéke 25 000 Ft.